# Утик (Водице)
Утик (словен. Utik) — поселення в общині Водиці, Осреднєсловенський регіон, Словенія. 
Висота над рівнем моря: 348,7 м.